# Мятежник (фильм, 1999)
«Мятежник» (англ. Cold Harvest) — американский вестерн с элементами боевых искусств режиссёра Айзека Флорентайна.

## Сюжет
Спустя два года после столкновения Земли с кометой по планете распространяется вирус, убивающий носителя. Однако, всего у семерых людей в мире есть противоядие и за ними начинает охоту «Малыш» Рэй (Джинесс). Ему противостоят охотник за головами Роланд (Дэниелс) и беременная девушка Кристин (Крэмптон), ребёнок которой станет Избранным.

## В ролях
- Гэри Дэниелс — Роланд Чейни
- Брайан Дженесс — «Малыш» Рэй
- Барбара Крэмптон — Кристин Чейни
- Ли-Энн Либенберг — проститутка №2

## Факты
- Фильм получил рейтинг R в системе рейтингов MPAA (дети до 17 лет допускаются к просмотру только с родителями).